# Eodorcadion
Eodorcadion is een kevergeslacht uit de familie van de boktorren (Cerambycidae). De wetenschappelijke naam van het geslacht werd voor het eerst geldig gepubliceerd in 1947 door Breuning.

## Soorten
Eodorcadion omvat de volgende soorten:
- Eodorcadion humerale (Gebler, 1823)
- Eodorcadion lutshniki (Plavilstshikov, 1937)
- Eodorcadion argaloides Breuning, 1947
- Eodorcadion brandtii (Gebler, 1841)
- Eodorcadion consentaneum (Jakovlev, 1899)
- Eodorcadion dorcas (Jakovlev, 1901)
- Eodorcadion egregium (Reitter, 1897)
- Eodorcadion exaratum (Ménétriés, 1854)
- Eodorcadion gorbunovi Danilevsky, 2004
- Eodorcadion heros (Jakovlev, 1899)
- Eodorcadion intermedium (Jakovlev, 1890)
- Eodorcadion jakovlevi (Suvorov, 1912)
- Eodorcadion kaznakovi (Suvorov, 1912)
- Eodorcadion licenti (Pic, 1939)
- Eodorcadion novitzkyi (Suvorov, 1909)
- Eodorcadion oreadis (Reitter, 1897)
- Eodorcadion ornatum (Faldermann, 1833)
- Eodorcadion oryx (Jakovlev, 1895)
- Eodorcadion potaninellum Danilevsky & Lin, 2012
- Eodorcadion potanini (Jakovlev, 1890)
- Eodorcadion pseudornatum Danilevsky & Lin, 2012
- Eodorcadion wenhsini Yang & Danilevsky, 2013
- Eodorcadion zichyi (Csiki, 1901)
- Eodorcadion altaicum (Suvorov, 1909)
- Eodorcadion carinatum (Fabricius, 1781)
- Eodorcadion chinganicum (Suvorov, 1909)
- Eodorcadion gansuense (Breuning, 1943)
- Eodorcadion glaucopterum (Ganglbauer, 1884)
- Eodorcadion kadleci Danilevsky, 2007
- Eodorcadion maurum (Jakovlev, 1890)
- Eodorcadion minicarinatum Danilevsky & Lin, 2012
- Eodorcadion multicarinatum (Breuning, 1943)
- Eodorcadion oligocarinatum Danilevsky, 2007
- Eodorcadion ptyalopleurum (Suvorov, 1909)
- Eodorcadion rubrosuturale (Breuning, 1943)
- Eodorcadion shanxiense Danilevsky, 2007
- Eodorcadion sifanicum (Suvorov, 1912)
- Eodorcadion sinicum Breuning, 1948
- Eodorcadion tuvense Plavilstshikov, 1958
- Eodorcadion virgatum (Motschulsky, 1854)